# 20 Pułk Artylerii Polowej (USA)
20 pułk artylerii polowej (ang. 20th Field Artillery Regiment) − pułk artylerii armii Stanów Zjednoczonych utworzony w 1916 roku.

## Historia
20 pułk artylerii polowej ukonstytuował się 1 lipca 1916 w Armii Zwykłej Stanów Zjednoczonych.
Obecnie pułk ma tylko jeden batalion w służbie czynnej: 2 batalion w składzie 41 Brygady Artylerii Polowej.

### 2 batalion
2 batalion „Deep Strike” powstał 1 lipca 1916 w Armii Zwykłej jako bateria B 20 pułku artylerii polowej. Zdolność bojową osiągnął 1 czerwca 1917 w Fort Sam Houston w Teksasie jako element 5 Dywizji Piechoty.
Podczas pierwszej wojny światowej jednostka w składzie 5 Dywizji służyła w Saint-Mihiel w Lotaryngii we Francji, następnie została zdezaktywowana 5 września 1921 w Camp Bragg w Karolinie Północnej.

## Kampanie
- I wojna światowa
  - bitwa o Saint-Mihiel (12–15 września 1918)
  - Lotaryngia 1918
- II wojna światowa
  - Normandia (pierwszy atak)
  - północna Francja
  - Nadrenia
  - Ardeny-Alzacja
  - Europa Środkowa
- Wojna koreańska
- Wojna wietnamska
- II wojna w Zatoce Perskiej

## Struktura organizacyjna
Skład 2020
- 2 batalion:
  - dowództwo i bateria dowodzenia (HHB)
  - bateria A
  - bateria B
  - 67 kompania wsparcia (67th Forward Support Company)[3]